# Chartered Financial Analyst
Chartered Financial Analyst (CFA) – tytuł zawodowy przyznawany przez CFA Institute, międzynarodową organizację non-profit z siedzibą w Charlottesville, w stanie Wirginia (USA). CFA Institute zostało założone w 1947 roku, a jego głównym celem jest promowanie wysokich standardów etycznych, edukacyjnych i zawodowych w sektorze inwestycji finansowych na całym świecie. Tytuł CFA jest uznawany jako jeden z najbardziej prestiżowych i wymagających certyfikatów w dziedzinie finansów i inwestycji.

## Historia
Początki CFA Institute sięgają 1947 roku, kiedy to został on założony przez grupę profesjonalistów z sektora inwestycyjnego jako Financial Analysts Federation (FAF) w celu promowania zawodu analityka finansowego oraz opracowania standardów edukacyjnych i etycznych dla branży. Początkowo organizacja skupiała się na tworzeniu publikacji oraz organizowaniu konferencji dla swoich członków.
W 1963 roku, FAF wprowadziła program Chartered Financial Analyst, aby sformalizować proces edukacji i certyfikacji dla analityków finansowych. Pierwsze egzaminy CFA zostały przeprowadzone w 1963 roku, a pierwsza grupa kandydatów uzyskała tytuł CFA w 1964 roku.
W 1990 roku, FAF połączyło się z Institute of Chartered Financial Analysts (ICFA) i zmieniło nazwę na Association for Investment Management and Research (AIMR). W 2004 roku, organizacja przyjęła obecną nazwę – CFA Institute – aby lepiej odzwierciedlić globalny charakter swojej działalności oraz szeroki zakres edukacji i standardów zawodowych, które promuje.

## Egzaminy CFA
Kandydaci ubiegający się o tytuł CFA muszą zdać trzy stopnie egzaminów (CFA Level I, II i III), które mają na celu ocenę ich wiedzy i umiejętności w zakresie inwestycji, zarządzania portfelami i analizy finansowej. Egzaminy są przeprowadzane raz do roku (dwa razy w przypadku egzaminu CFA Level I) i obejmują następujące obszary:
1. Etyka i standardy zawodowe
2. Metody ilościowe
3. Ekonomia
4. Rachunkowość finansowa i sprawozdawczość
5. Analiza i zarządzanie portfelem
6. Analiza papierów wartościowych

## Wymagania etyczne i standardy zawodowe
CFA Institute przywiązuje dużą wagę do etyki i standardów zawodowych. Kandydaci muszą zobowiązać się do przestrzegania Kodeksu Etyki i Standardów Zawodowego Postępowania CFA Institute. Kodeks ten obejmuje zasady, takie jak:
1. Działanie z należytą starannością i lojalnością wobec klientów
2. Właściwe używanie informacji poufnych
3. Unikanie konfliktów interesów
4. Utrzymanie obiektywności i niezależności w procesie inwestycyjnym
5. Przestrzeganie przepisów prawa i regulacji dotyczących sektora finansowego[4]

## CFA w Polsce
CFA Institute ma w Polsce aktywną społeczność członków i kandydatów na tytuł Chartered Financial Analyst. W Polsce działania CFA Institute są wspierane przez CFA Society Poland, które została założona w 2001 roku jako stowarzyszenie lokalne CFA Institute. CFA Society Poland działa na rzecz promowania standardów etycznych, zawodowych i edukacyjnych w branży finansowej oraz zwiększenia świadomości znaczenia tytułu CFA w kraju.
CFA Society Poland odgrywa kluczową rolę w propagowaniu programu CFA i wartości CFA Institute w Polsce. Stowarzyszenie prowadzi szereg inicjatyw, takich jak:
1. Organizacja wydarzeń, konferencji i szkoleń dla członków oraz kandydatów na tytuł CFA. Wydarzenia te mają na celu poszerzenie wiedzy finansowej, budowanie sieci kontaktów zawodowych oraz wymianę najlepszych praktyk w branży.
2. Wspieranie kandydatów na tytuł CFA w przygotowaniu do egzaminów poprzez organizowanie warsztatów, grup studyjnych oraz dostarczanie materiałów edukacyjnych.
3. Współpraca z uczelniami wyższymi oraz instytucjami finansowymi w celu propagowania programu CFA oraz podnoszenia standardów edukacyjnych i zawodowych w branży finansowej.
4. Prowadzenie działań mających na celu zwiększenie świadomości o wartości tytułu CFA wśród pracodawców, regulatorów oraz innych instytucji związanych z sektorem finansów i inwestycji w Polsce.